# Zygonyx speciosus
Zygonyx speciosus е вид водно конче от семейство Libellulidae. Видът не е застрашен от изчезване.

## Разпространение
Разпространен е в Ангола, Габон, Камерун и Нигерия.